# さいたま水上公園
さいたま水上公園（さいたますいじょうこうえん）は、埼玉県上尾市に所在した埼玉県営の都市公園。上尾運動公園の拡張地であり、一体に運営されていた。このため、正式名称を上尾運動公園水泳場（あげおうんどうこうえんすいえいじょう）としていた。2022年2月27日に閉園。

## 概要
埼玉県の設置100周年を祝う「埼玉百年」記念事業の一つとして、1971年（昭和46年）7月20日に県内初の水上公園として秩父宮妃が臨席して開園式を行い、翌7月21日に一般供用を開始（オープン）した。さいたま市境付近に位置する。7haの敷地に7種類のプールを擁し、オープン当時は水面積では東洋一の規模であった。
夏季プールの利用者は1978年（昭和53年）度の86万279人がピークとなり、しらこばと水上公園が開園した1979年度（昭和54年）から減少を続け、1988年（昭和63年）度では22万1069人と最盛期の三分の一以下に減少した。施設の老朽化や利用者数の減少のため、2012年度に流水プールが、2015年3月31日に室内プールが廃止された。
かつては春季と秋季には流水プールのプールサイドを変形自転車で周回する自転車広場を、冬季には流水プールの施設を利用してスケートリンクを運営していたが、駐車場の一部に埼玉アイスアリーナが建設されたため、スケートはそちらに移管された。同様に駐車場の一部に建設した埼玉県立武道館の駐車場に当たる場所でもゴーカートコース（ゴーカート交通広場）を運営していた。また、埼玉県警察の年頭視閲式が駐車場で開催されていた。
なお、同公園および埼玉県営の3プール（川越水上公園、しらこばと水上公園、加須はなさき水上公園）では、2011年夏から、入れ墨・タトゥーをした者の入場規制が非常に厳しく行われていた。
2016年頃から施設の老朽化が問題視されており、2021年7月に2021年度限りでの施設閉鎖が決定した。当初は、2021年夏季シーズン（7月31日〜8月29日）の営業を予定していたが、埼玉県内の新型コロナウイルスの感染者が急増したことにより、営業はかなわず夏期営業を終了した。2020年の夏期シーズンもコロナ禍で営業できなかったため、夏期の最終営業は2019年となる。
冬期（例年では10月下旬から4月上旬）にプール施設を使う「プールフィッシング」、通期で営業する「卓球場」・「パターゴルフ場」（脱衣棟の2階で営業）は2021年度も開催するため、施設としての閉鎖は2021年度末としたが、年度末を待たず2022年2月27日に閉園となった。
なお跡地については、埼玉県立武道館と埼玉アイスアリーナは存続した上でプールを取り壊し、敷地の側にある埼玉県立スポーツ総合センターを移転拡充した、スポーツ科学拠点施設を整備する予定。

## 施設
- 夏季プール
  1. 流水プール - 廃止後は、芝生広場に改修された。
  2. 大型変形プール
  3. 小型変形プール（滝のプール）
  4. 造波プール
  5. スライダープール
  6. 幼児プール
  7. 室内プール - 廃止後は、更地化された。
- 釣堀（ニジマス釣り）[10]
- パターゴルフ場
- 卓球場
- 託児室

## 所在地・交通
埼玉県上尾市日の出2丁目
- JR高崎線上尾駅下車徒歩30分[4]（夏季直通バスあり）
- 埼玉新都市交通伊奈線（ニューシャトル）原市駅下車徒歩30分[11]

## 周辺
- 上尾運動公園
- 埼玉県立武道館
- 埼玉県立スポーツ総合センター
- 埼玉アイスアリーナ